# Roshawn Clarke
Roshawn Clarke (* 1. Juli 2004 in Kingston) ist ein jamaikanischer Leichtathlet, der hauptsächlich im 400-Meter-Hürdenlauf an den Start geht.

## Sportliche Laufbahn
Roshawn Clarke stammt aus Kingston, wo er die Camperdown High School besuchte. 2020 bestritt er seine ersten Wettkämpfe im 400-Meter-Hürdenlauf auf nationaler Ebene. 2021 wurde er jamaikanischer U20-Meister in dieser Disziplin. Anfang Juli 2021 trat er bei den U18-Meisterschaften Nordamerikas an und konnte im Hürdenlauf und mit der 4-mal-400-Meter-Staffel jeweils die Goldmedaille gewinnen. Einen Monat später trat er in Nairobi bei den U20-Weltmeisterschaften an. Dort erreichte er das Halbfinale, in dem er als Vierter seines Laufes ausschied. 2022 lief Clarke Mitte März die 400 Meter Hürden erstmals unterhalb von 50 Sekunden. Im Juni wurde er erneut jamaikanischer U20-Meister mit neuer Bestzeit von 49,39 s. Anfang August trat er in Cali bei den U20-Weltmeisterschaften an. Im Halbfinale lief er eine neue Bestzeit und konnte schließlich im Finale die Bronzemedaille gewinnen. 2023 wurde Clarke erstmals jamaikanischer Meister im 400-Meter-Hürdenlauf. Dabei stellte er im Finale in 47,85 s eine neue Bestzeit auf, mit der er sich den U20-Weltrekord des US-Amerikaners Sean Burrell teilt. Gleichzeitig bedeutete dies die zweitschnellste bislang gelaufene Zeit eines Jamaikaners über diese Distanz und die Verbesserung des nationalen U20-Rekords um fast eine Sekunde. Damit qualifizierte er sich für die Weltmeisterschaften in Budapest.
Im August 2023 erreichte er bei den Weltmeisterschaften zunächst das Halbfinale. Darin lief er in 47,34 s eine neue Bestzeit und zog als Erster seines Laufes in das Finale ein. Mit seiner Zeit ist er nunmehr alleiniger Inhaber des U20-Weltrekordes. Im Finale verpasste er anschließend als Vierter knapp eine Medaille.

## Wichtige Wettbewerbe
| Jahr                | Veranstaltung                  | Ort                 | Platz               | Disziplin           | Zeit                |
| Startet für Jamaika | Startet für Jamaika            | Startet für Jamaika | Startet für Jamaika | Startet für Jamaika | Startet für Jamaika |
| ------------------- | ------------------------------ | ------------------- | ------------------- | ------------------- | ------------------- |
| 2021                | U18-Nordamerikameisterschaften | San José            | 1.                  | 400 m Hürden        | 51,95 s             |
| 2021                | U18-Nordamerikameisterschaften | San José            | 1.                  | 4 × 400 m           | 3:25,27 min         |
| 2021                | U20-Weltmeisterschaften        | Nairobi             | 12.                 | 400 m Hürden        | 51,95 s             |
| 2022                | U20-Weltmeisterschaften        | Cali                | 3.                  | 400 m Hürden        | 49,62 s             |
| 2023                | Weltmeisterschaften            | Budapest            | 4.                  | 400 m Hürden        | 48,07 s             |

## Persönliche Bestleistungen
Freiluft
- 400 m: 45,24 s, 3. Juni 2023, Kingston
- 400 m Hürden: 47,34 s, 21. August 2023, Budapest